# Ofiarowanie płaszcza ubogiemu rycerzowi
Ofiarowanie płaszcza ubogiemu rycerzowi (wł. Dono del mantello a un povero cavaliere) – drugi z dwudziestu ośmiu fresków z cyklu Sceny z życia św. Franciszka znajdujących się w górnym kościele Bazyliki św. Franciszka w Asyżu, którego autorstwo przypisywane jest Giotto di Bondone. Namalowany ok. 1295–1299.

## Tematyka
Cały cykl bazuje na opisach wydarzeń zawartych w oficjalnym Życiorysie większym św. Franciszka Bonawentury z Bagnoregio, napisanym w 1263. W epizodzie opowiedzianym przez św. Bonawenturę Franciszek, wzruszony ubóstwem pewnego rycerza, którego spotkał na drodze, zsiadł z konia i oddał mu swoje odzienie wierzchnie. W hagiografii znany jest podobny epizod z życiorysu św. Marcina z Tours. Marcin miał oddać ubogiemu połowę swego płaszcza, nie zsiadając z konia. W domyśle w percepcji wydarzenia chodzi o jeszcze głębsze odczytanie Ewangelii niż Marcinowe, którego dokonał asyżanin.

## Opis
Przedstawienia scen na freskach Giotta charakteryzują się większą przestrzennością niż wcześniejsze wizje znane z fresków trzynastowiecznych, florenckich czy rzymskich. Nowatorski jest też naturalizm prezentacji. Autor fresków umieszcza każdą ze scen w charakterystycznym, odmiennym krajobrazie czy przestrzeni. To nie są już tylko miejsca symboliczne. W Ofiarowaniu płaszcza ubogiemu rycerzowi zachowana zostaje perspektywa. Artysta odmalował w tle pejzaż górski, z prawdziwymi drzewami, z murami i domami Asyżu. Nowe są stroje i dodatki, jak nakrycia głowy. Wszystko sprawia wrażenie pospolitości, to jest właśnie wyrazem owego świeżego naturalizmu w warsztacie Giotta. Gesty postaci są wyrazem użycia nowego języka w sztuce. Użycie tempery przy tunice świętego i sierści wierzchowca spowodowało zaniknięcie barw. Tonacja nieba ociera się o kolor lapis lazuli, jak w Kazaniu do ptaków.